# 迟花柳
迟花柳（学名：[Salix opsimantha] 错误：{{Lang}}：文本有斜体标记（帮助））为杨柳科柳属的植物，是中国的特有植物。分布在中国大陆的四川、西藏、云南等地，生长于海拔3,700米至4,300米的地区，常生于高山灌丛中，目前尚未由人工引种栽培。